# Punkfesten
Punkfesten är en musikfestival med inriktning på punk & hardcore som ägde rum i Umeå 1997-2008 men återuppstod 2014. Arrangörerna av festivalen har varierat mellan åren och även skiftat lokaler från Galaxen till Hamnmagasinet och med avstickare till "Studion" i Folkets Hus samt Verket och Scharinska Villan.

## Festivalhistorik

### Punkfest 11, Verket 17-19/4 - 2014
- Slöa Knivar (Malmö)
- Knaegt (Malmö)
- Burning Kitchen (Stockholm)
- Dråp (Sundsvall)
- Lysande Utsikter (Göteborg)
- Matriarkatet (Stockholm)
- Agent Attitude (Uppsala)
- Damaged Head (Uppland)
- Vivisektio (Finland)
- Contorture (Göteborg)
- Utbrott (Luleå)
- Avvika (Tjeckien)
- Hondjävul (Boden/Luleå)
- Dogmatist (Danmark)
- Solanas Cunts (Göteborg)
- Epidemics (Umeå)
- Misantropic (Umeå)
- G.E.R.M (Umeå)
- Fukushima (Umeå)
- Skelett (Umeå)
- Fru Dörr (Umeå)
- Bad Nerve (Umeå)
- Svettas eller Dö (Umeå)
- Trots (Umeå)
- Cacory (Tjeckien)

### Punkfest 10, Verket & Scharinska Villan  2-4/10 - 2008
- Regulations (Umeå/Stockholm)
- Masshysteri (Umeå)
- The Rats (Umeå)
- Social Bombs (Umeå)
- Death Maze (Umeå)
- Ux Vileheads (Umeå)
- Tristess (Göteborg/Stockholm/Umeå)
- Misantropic (Umeå)
- Avskyvärld (Luleå)
- Alouatta (Stockholm)
- Amöba (Malå)
- Manic Episode (Umeå)
- Hadar Kasch (Umeå)
- Painkiller (musikgrupp) (Umeå)
- Hjertestop (Danmark)
- Massgrav (musikgrupp) (Stockholm)
- Moderat Likvidation (Malmö)
- The Bombettes (Umeå/Uppsala)
- AC4 (Umeå)
- Epidemics (Umeå)

### Punkfest 9, Hamnmagasinet 3-4/11 - 2006
- Oi Polloi (UK)
- La Casa Fantom (NO)
- Sista sekunden (Malmö)
- Fyfan (Malmö)
- Deathskulls (UK)
- Nitad (Stockholm)
- Total Egon (Stockholm)
- Headed For Disaster (Stockholm)
- Dodeskaden (Luleå)
- Imperial Leather (Stockholm)
- Saboteur
- Kranium (Luleå)
- Svartenbrandt (Linköping)
- Knugen faller (Umeå)
- Bingo (musikgrupp) (Umeå)
- The Rats (Umeå)
- Amöba (Malå)
- Personkrets 3:1 (musikgrupp) (Umeå)

### Punkfest 8, Hamnmagasinet 4-5/11 - 2005
- Catheter (USA)
- Wojczech (DE)
- Speedergarben (NO)
- Disco Volante (Malmö)
- Hellmasker (Piteå)
- Dödsdömd (Norrland)
- Baboon Show (Luleå)
- Ana Barata (Östersund)
- Icos
- Smalltown
- (A)uktion (Umeå)
- Disconvenience (Umeå)
- Reign of Bombs (Umeå)
- Dick Cheney (Umeå)
- Protestera

(Ej komplett..)

### Punkfest 7, Studion Umeå Folkets Hus 5-6/3 - 2004
- Discharge (UK)
- Suicide Blitz (SE/USA/DE)
- Diskonto (musikgrupp) (Uppsala)
- Henry Fiat's Open Sore (Stockholm)
- Disfear
- Deünga
- Uncurbed
- Dieannas (Uppsala)
- Tristess (Umeå)
- Royal Downfall (Umeå)
- Knugen faller (Umeå)
- Personkrets 3:1 (musikgrupp) (Umeå)
- Regulations (Umeå)

### Punkfest 6, Hamnmagasinet 14-16/11 -2002
- Vitamin X (NL)
- DS-13 (Umeå)
- Epileptic Terror Attack (Umeå)
- Victims (Nyköping)
- Daybreak
- To What End? (Stockholm)
- Sju svåra år (Stockholm)
- Gadget (Sandviken)
- Human Waste (Östersund)
- Uncle Charles (Östersund)
- Ambulance (Umeå)
- Rabid Grannies (Umeå)
- Oktobr (Umeå)
- INTI (Umeå)
- Abductee S.D (Stockholm)
- Imperial Leather (Stockholm)
- Totalt Jävla Mörker (Skellefteå)
- The Dead Ones (Luleå)

### Punkfest 5.5, UpSweden (Gamla Galaxen) 3-4/5 -2002
- Skumdum (Kåge)
- The Sluggers
- Misled Youth
- The Celebrities
- The Bad Fish
- SÄPO
- The Vectors
- Los Bastards
- Ungjävlar
- Total Tarmtömning (Timrå)
- Myspyspatrullen
- Bruno Farinz

### Punkfest 5, Hamnmagasinet 23-24/11 -2001
- Yacopsae (DE)
- Manifesto Jukebox (FIN)
- The Spectacle (NO)
- Skitsystem (Göteborg)
- Blisterhead (Falköping)
- DS-13 (Umeå)
- Roswell (Linköping)
- Cult of Luna (Umeå)
- The Smackdown (Luleå)
- Incognito Pop (Sandviken)
- Your Halo Is a Radar (Stockholm)
- Bruce Banner (Stockholm)
- Outbreak (Eskilstuna)
- Coma (Finspång)
- Trapdoor Fucking Exit (Stockholm)
- Ungjävlar (Robertsfors)
- 61 Minute Void (Umeå)
- Esc (Umeå)
- Nintendo-killen

### Punkfest 4, Hamnmagasinet 17-18/11 - 2000
- Angry Youth (Örebro)
- Second Thought (Täby)
- The Vectors (Umeå)
- Switchblade
- Target Point
- Skeletor (Stockholm)
- Brisco
- Skywalkers
- Seven Feet Four
- Nybyggardvärgen (Umeå)

(Ej komplett..)

### Punkfest 3, Galaxen  19-20/11 - 1999
- Nasum (Örebro)
- The (International) Noise Conspiracy (Umeå)
- Cult of Luna (Umeå)
- Female Anchor of Sade (Umeå)
- DS-13 (Umeå)
- Kevlar (Umeå)
- Section 8 (Linköping)
- Outstand (Vänersborg)
- Second Thought (Stockholm)
- Skitsystem (Göteborg)
- 8 Days of Nothing (Gislaved)
- Randy (Piteå)
- Division of Laura Lee (Vänersborg)
- Token Tantrum (Jönköping)
- Counterblast (Jönköping)
- The Get Up and Go'ers (Växjö)
- GAG (Umeå)
- Plastic Pride (Umeå)
- Shape of Sense (Skellefteå)

### Punkfest 2, Galaxen  13-14/11 - 1998
- The Hives (Fagersta)
- Randy (Piteå)
- Intensity (Malmö)
- Burning Kitchen (Stockholm)
- Arsedestroyer (Stockholm)
- Civil Aggression (F)
- Forced Into (Oskarshamn)
- Plastic Pride (Umeå)
- The Vectors (Umeå)
- Guttersnipe (Umeå)
- Separation (Umeå)
- DS-13 (Umeå)
- Switchblade (Stockholm)
- Epileptic Terror Attack (Umeå)
- Aztec Two Step (Skellefteå)
- Disjustice (Umeå)
- Dennis Lyxzén (Vännäs)

### Punkfest 1, Galaxen  22/11 - 1997
- Kill Holiday (US)
- Breach (Luleå)
- Bloodpath (Umeå)
- Saidiwas (Umeå)
- Eclipse (Umeå)
- Outlast (Linköping)
- Ates
- Forced Into (Oskarshamn)
- Friends Unseen